# Abraxas glomerata
Abraxas glomerata là một loài bướm đêm trong họ Geometridae.